# Albuca galeata
Albuca galeata är en sparrisväxtart som beskrevs av Friedrich Welwitsch och John Gilbert Baker. Albuca galeata ingår i släktet Albuca och familjen sparrisväxter.
Artens utbredningsområde är Angola. Inga underarter finns listade i Catalogue of Life.